# エラ・マッケンジー・グロス
エラ・マッケンジー・グロス （愛称エラ、英: Ella McKenzie Gross、朝: 엘라 메켄지 그로스、2008年12月1日 - ）は、韓国を拠点とするアメリカの歌手、モデル、女優。彼女は2歳でモデルとしての活動を開始し、H&M、リーバイス、ギャップなどのファッションブランドのモデルを務めた。歌手としては、2024年9月にTHE BLACK LABELから韓国のガールズグループMEOVVのメンバーとしてデビューした。

## 幼少期
エラは2008年12月1日 、カリフォルニア州ロサンゼルスで、韓国人の母親とドイツ系アメリカ人の父親 のもとに出生。韓国名はナビ（나비）であった。
2歳下の弟がいる。
子供の頃にはバレエと総合格闘技を習っていた。

## キャリア

### 2011年–2023年: モデルとしてのキャリア
モデルとしても女優としても「天才」と呼ばれた エラは、は2歳で韓国の公園でスカウトされ、初めて雑誌の表紙を飾った。 この頃、元軍検察官だった父親がロサンゼルスから韓国に派遣され、家族全員が訪れることとなった。 母親も以前に子供服のモデルをしていたことがあり、このオファーを前向きに検討していた。
エラが幼稚園入園の1年半後にモデルとしての活動を再開して以降、弁護士として働いていた母親はエラと並行して娘の仕事に協力してきた。  レベルアップ・マネジメント、後にL.A.モデルズと契約したグロスは、ザラ、H&M、ギャップ、フェンディ、リーバイス、トミー・ヒルフィガーなどのブランドのモデルを務め、9歳で東京・さいたまスーパーアリーナで開催された東京ガールズコレクション2018秋冬ファッションショーで3万人の観客の前でランウェイデビューを果たした。
その後、エラは東京ガールズコレクション2019年春夏と2019年ニューヨーク・コレクションのランウェイを歩いた。 同年7月には、韓国でバスキンロビンスのCMにも出演を果たした。
エラは以前の事務所を離れ、2018年7月にTHE BLACK LABELと契約し、モデルとしてのキャリアをマネジメントすることになった。 共同創設者のパク・テディは「彼女は歌手としても十分通用する特別な声を持っている」と述べ、音楽業界に参入する可能性を示唆した。 また、BLACKPINKのロゼはエラが録音したデモ曲を聴いて、それを持ち帰りたいと思っていたとも述べている。 エラはロサンゼルスから韓国に出張中、韓国の振付師からダンスの振り付けをさらに学んだ。 こうしてエラは、ゼンデイヤやディラン・ミネットなどもマネジメントする米国を拠点とする会社、モンスター・タレント・マネジメントで俳優としてのキャリアを開始した。

### 2024年–: MEOVVとしてデビュー
2024年2月、THE BLACK LABELの練習生らの流出した一連の写真が、同事務所の新ガールズグループのメンバーであると噂され、インターネット上で急速に広まったが、その中で特に注目されたのはエラの写真であった。 同月、同社は2024年上半期に新たなガールズグループを始動する計画を発表。2024年8月22日、THE BLACK LABELはグロスを同社初のガールズグループ「MEOVV」の第一メンバーとして発表した。 そして9月6日にデビューした。

## 世間の印象
エラは、混血の遺伝子と、若き日のミランダ・カーを彷彿とさせるルックスで、米国および海外で注目を集めた。韓国のメディアは彼女を若き日のソン・ヘギョと称し、BLACKPINKのファンからは、歌手との写真が投稿された後、「小さなジェニー」というニックネームで呼ばれた。ソーシャルメディアプラットフォームでのエラの人気により、当時母親が管理していたエラのインスタグラムアカウントは多くのフォロワーを獲得した。

## その他の事業

### 慈善活動
エラは自身のプラットフォームを利用して気候変動やウクライナ紛争などのテーマに取り組んでおり、2023年には国連難民高等弁務官事務所（UNHCR）×ユニクロのプロジェクト「難民と共に生きる若者アートコンテスト」の審査員を務めた。

## 出演

### 映画
| 年   | 作品名                                     | 役                   | 参照   |
| ---- | ------------------------------------------ | -------------------- | ------ |
| 2019 | マリブ・レスキューチーム                   | サーシャ・ゴッサード | [ 23 ] |
| 2020 | マリブ・レスキューチーム：ネクストウェーブ | サーシャ・ゴッサード | [ 12 ] |

### テレビシリーズ
| 年   | 作品名                     | 役                   | 注記                      | 参照       |
| ---- | -------------------------- | -------------------- | ------------------------- | ---------- |
| 2018 | ヘザーズ                   | 若い頃のベティ       |                           | [ 9 ]      |
| 2019 | マリブ・レスキューチーム   | サーシャ・ゴッサード | 4話（Sand and Deliver）   | [ 20 ]     |
| 2019 | ティーチャーズ             | ジュリー             | 3期18-19話                | [ 8 ]      |
| 2020 | スタートレック:ピカード    | 若い頃のソジ         | 6話（The Impossible Box） | [ 12 ]     |
| 2022 | ベスト・フット・フォワード | エラ                 | 6話（Halloween）          | [ 要出典 ] |

### ミュージックビデオ
| 年   | 曲名                                                              | アーティスト   | 参照   |
| ---- | ----------------------------------------------------------------- | -------------- | ------ |
| 2018 | 「Hello Tutorial」 ( 멋지게 인사하는 법 ) ( Red Velvetスルギ出演) | ザイオン・ティ | [ 25 ] |